# 剪刀

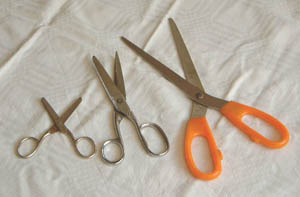
由左到右：剪布剪刀、廚房剪刀、剪紙剪刀

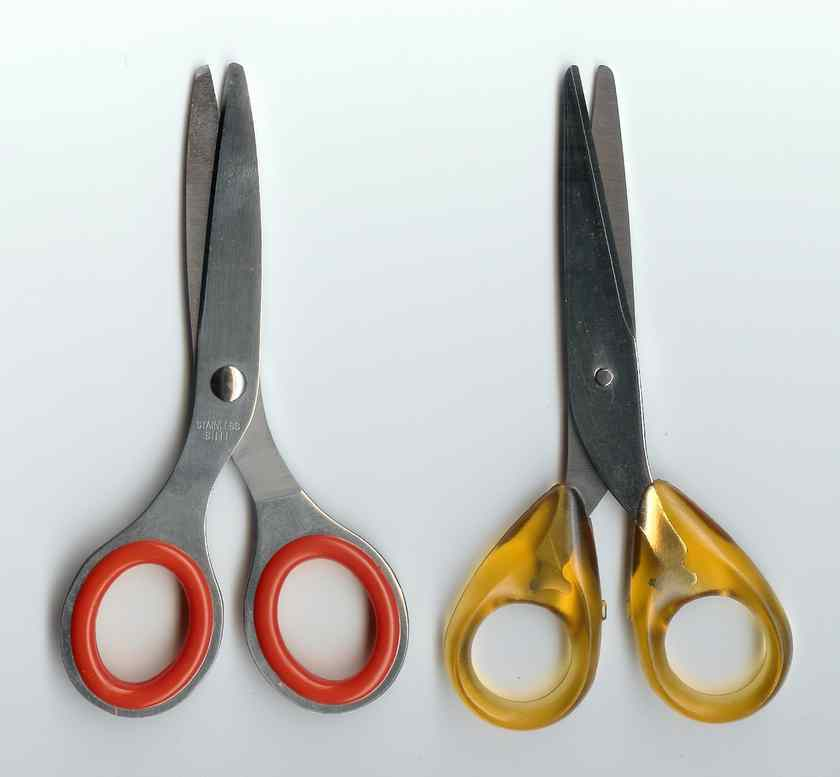
剪刀也有左右之分。上圖中，左方的是左手用剪刀，右方的是右手用。

剪刀，古稱鉸剪或鉸刀，粵語稱鉸剪，閩語稱鉸刀，是一種剪裁物件的工具，有雙刀刃。

## 歷史
剪刀是約西元前1500年時由古埃及人發明的，最早在古埃及人的廢墟中找到，這些剪刀都是用某一種金屬製成的（不像現在是以一個中心點固定於兩片交叉刀刃的剪刀），現代交叉刀刃的剪刀是由古羅馬人所發明的（約於西元100年），早期的剪刀使用於衣服的製造及理髮。
剪刀属于简单机械中的杠杆，剪物處若靠近固定點時較為省力，遠離固定點時較費力，刀刃属于斜面。
而它常用於剪裁頭髮、布料、紙及食物等，醫生進行手術亦有使用。中國的剪紙、日本的插花等藝術作品皆會使用剪刀。
在有剪刀前，人類需要用火來燒短毛髮。

## 古籍记载
- ……唯嘉、湖两郡，凡取叶必用剪。铁剪出嘉郡桐乡者最犀利，他乡未得其利。……《天工开物上篇·乃服》

## 左撇子和右撇子使用剪刀的差別
左撇子所使用的剪刀，正面的左刀在上；右撇子所使用的剪刀，正面的右刀在上。

## 延伸阅读
[在维基数据编辑]
 《欽定古今圖書集成·經濟彙編·考工典·剪部》，出自陈梦雷《古今圖書集成》